# Palácio Pérola
O Palácio Pérola é um grande edifício construído para Xamece Pálavi, irmã mais velha de Maomé Reza Pálavi, o último Xá da Pérsia, no final da década de 1960. Fica localizado próximo de Hesaraque e de Merxar, nos subúrbios ocidentais de Karaj, no Irão.
O palácio foi desenhado pela The Frank Lloyd Wright Foundation (Fundação Frank Lloyd Wright).
A maioria do complexo está, actaulmente, ocupada por uma Basij (força paramilitar) local, a qual tem negligenciado a sua manutenção. Pequenas partes estão abertas ao público como resultado da pressão exercida pela Organização do Património Cultural do Irão.
Apenas em 2002 o edifício foi reconhecido como um valor cultural e registado pela Organização do Património Cultural do Irão. Actualmente necessita de reparações profundas.